# Woke Up This Morning and Found Myself Dead
Woke Up This Morning and Found Myself Dead è un album live postumo di Jimi Hendrix pubblicato in Canada nel 1980 dalla Stony Plain Recording Co. e negli Stati Uniti dalla Red Lightnin' Records.

## Il disco
L'album documenta un'esibizione informale di Hendrix (che si autoregistrò su un registratore portatile che si era portato dietro) svoltasi nel locale notturno The Scene, sulla 301 West 46th Street, a New York City nel marzo 1968, con la partecipazione vocale straordinaria di Jim Morrison (che consiste unicamente in oscenità varie urlate dal leader dei Doors completamente ubriaco). Gli altri musicisti presenti su nastro sono sconosciuti a tutt'oggi, anche se si è ipotizzato che possano essere il bassista Randy Hobbs e il batterista Randy Zehringer, membri della band fissa del club. Inoltre si è anche vociferato della presenza di Noel Redding e di Johnny Winter durante la jam session. Nel caso di Redding, ciò è molto improbabile, mentre Winter stesso ha sempre negato di aver preso parte all'esibizione, affermando di non aver mai incontrato dal vivo Jim Morrison.
Il materiale presente in Woke Up This Morning and Found Myself Dead fu all'inizio pubblicato su bootleg con il titolo Sky High, per poi essere riedito numerose volte in altri dischi pirata con titoli differenti (inclusi High, Live 'N Dirty, Sunshine of Your Love, Live at the Scene Club, Red House, New York Sessions, Tomorrow Never Knows, Bleeding Heart, e molti altri ancora) data l'appetibilità commerciale della presenza di due leggende del rock come Hendrix e Morrison riuniti insieme in una sola esibizione.

## Tracce
Tutti i brani sono opera di Jimi Hendrix, eccetto dove indicato.
Lato 1
1. Red House - 10:57
2. Woke Up This Morning and Found Myself Dead - 8:05
3. Bleeding Heart (Elmore James) - 12:29

Lato 2
1. Morrison's Lament (Jim Morrison) - 3:30
2. Tomorrow Never Knows (John Lennon, Paul McCartney) - 5:11
3. Uranus Rock - 3:11
4. Outside Woman Blues (Blind Joe Reynolds) - 8:03
5. Sunshine of Your Love (Jack Bruce, Eric Clapton, Pete Brown) - 2:16

## Formazione
- Jimi Hendrix: chitarra elettrica, voce
- Jim Morrison: voce
- Sconosciuto (presumibilmente Randy Hobbs): basso
- Sconosciuto (presumibilmente Randy Zehringer o Buddy Miles): batteria
- Sconosciuto: armonica a bocca